# موتور أبو الحسن نارويي
موتور أبو الحسن نارويي (بالإنجليزية: Mowtowr-e Abu ol Hasan Naruyi)‏ هي منطقة سكنية تقع في سيستان وبلوتشستان في إيران.